# Wunjunga
Wunjunga is een klein dorpje aan de zee in Queensland, ten zuiden van Home Hill.